# 新北市區公車847路線
新北市區公車847路線，由指南客運營運。起點為樹林八德中洲街口，終點為新北板橋公車站、部分班次行經貴興路。

新北市區公車847（區間）路線，起點為樹林新興街口，終點為捷運亞東醫院站並且迴轉往樹林新興街口方向，部分班次繞駛土城醫院。

## 歷史
- 2010年10月10日：正式行駛「樹林－板橋」。[1]
- 2012年9月10日：區間車路線闢駛。[2]
- 2013年9月2日：正線試辦繞駛「中山民和街口」站位。[3]
- 2013年12月2日：正線取消繞駛「中山民和街口」站位。[4]
- 2014年2月5日：正線裁撤「吉祥寺」(往板橋)站位因考量「吉祥寺」(往板橋)方向站位公車不易停靠。[5]
- 2014年9月1日：正線及區間車調整服務水準。正線班次由平日尖峰12～15分調整為10～15分，平日離峰15～20分調整為20～30分，假日20～30分調整為30～60分。區間車班次由平日尖峰10～15分調整為8～10分，平日離峰20分調整為10～20分，假日停駛調整為15～30分；頭末班車時間由05:50～09:00、15:30～18:30正式調整為05:50～22:00[6]
- 2016年7月22日：區間車調整服務水準。區間車班次由平日尖峰8～10分調整為6～8分，平日離峰10～20分調整為10～15分。
- 2016年12月19日：正線調整行車動線，樹林端行駛動線改為「八德街－中山路－鶯歌區中正一路－中山路」接原線，板橋端行駛動線改為「南雅南路－遠東路－四川路」接原線，並取消行駛佳園路及貴興路；並裁撤樹林端「皇翔社區」、「育德」及 板橋端「貴興路」站位；新增停靠「風路坑」、「阿南坑」、「樂山」、「淨律寺」、「仁愛新村」、「福星里」站位；並公告固定班次。[7]
- 2017年3月27日：正線平日三班次10:00、12:00、17:00繞駛「貴興路」站位，試辦三個月。[8]
- 2017年11月24日：正線增設「長安海山街口」站。[9]
- 2018年4月12日：正線調整服務水準，平日49車次減為42車次，假日不變。[10]

- 2019年12月23日：正線調整服務水準，平日頭班車延後，由5:30改至6:00，末班車提前，總班次不變；假日末班車提前，22:00改至21:00。[11]

- 2021年2月3日：847正線試辦調整板橋端動線與站位，「民族區運路口」「長安海山路口」「海山高中」裁撤往樹林方向站位，往樹林旅客請至對向站位上下車，裁撤民族路上「板橋外站」，請至中山路上「板橋外站」候車；新增中山路上「民權路口」「板橋外站」往樹林方向單邊站位[12]

- 2021年3月15日：847區間車路線試辦部分班次平日繞駛土城醫院於110年3月15日(星期一)起，847區間車平日4車次繞駛土城醫院：09:00、11:00、13:00以及15:00[13][14][15]。

- 2023年1月29日：847區取消繞駛土城醫院。[16]

### 轉乘站點
- 臺鐵山佳車站(山佳，847路線停靠。)
- 臺鐵南樹林車站(847路線、847（區間）路線都有停靠。)
- 北捷亞東醫院站(847路線、847（區間）路線都有停靠，但是847（區間）路線此站終點站並且迴轉往樹林站方向。)
- 後站商圈站步行前北捷府中站(847路線停靠，但是公車站位叫作「後站商圈站」，往板橋方向站位在館前東路。)
- 北捷、台鐵、高鐵板橋站(板橋公車站，847路線停靠。)